# Авенір (Бегген)
«Авенір» (фр. Avenir) — люксембурзький футбольний клуб з міста Люксембург, заснований 1915 року. 

## Досягнення
- Чемпіонат Люксембургу
  -  Чемпіон (6): 1969, 1982, 1984, 1986, 1993, 1994
  -  Срібний призер (5): 1975, 1983, 1987, 1990, 1992

- Кубок Люксембургу
  -  Володар (7): 1983, 1984, 1987, 1992, 1993, 1994, 2002
  -  Фіналіст (4): 1974, 1988, 1989, 1998

## Відомі тренери
- Фернандо Гутіеррес (2005–08)
- Мануель Пейшото (2008–09)